# 司令礁
司令礁（英语：Commodore Reef）位于南沙群岛榆亚暗沙东北约25海浬，是一個自东向西长约15公里的环礁，水退時是一個連體沙洲，面积27.5平方公里（包括低潮后环礁内海域，涨潮只有东部露出水面）。目前被菲律賓實際控制，菲律宾称“Rizal”。因形状貌似眼镜，中国渔民向称之为「眼鏡」或「目鏡」。中華民國、中華人民共和國、越南及馬來西亞亦聲稱對此島擁有主權。